# 朝鲜狼逍遥蛛
朝鲜狼逍遥蛛（学名：Thanatus coreanus）为逍遥蛛科狼逍遥蛛属的动物。分布于朝鲜以及中国大陆的黑龙江、内蒙古、吉林、河北等地。该物种的模式产地在朝鲜。